# (207687) Senckenberg
(207687) Senckenberg ist ein Asteroid des inneren Hauptgürtels, der am 12. September 2007 von den deutschen Amateurastronomen Erwin Schwab und Rainer Kling am 60-cm-Cassegrain-Teleskop der Hans-Ludwig-Neumann-Sternwarte auf dem Kleinen Feldberg (IAU-Code B01) entdeckt wurde.
Zum Zeitpunkt seiner Entdeckung befand er sich in circa 140 Millionen Kilometer Entfernung, am erdnächsten Punkt seiner Umlaufbahn, und hatte eine scheinbare Helligkeit von lediglich 17,9 bis 18,6 mag. Der mittlere Durchmesser des Asteroiden wird von Erwin Schwab auf 1,5 bis 2 Kilometer geschätzt.
(207687) Senckenberg wurde am 17. Mai 2011 nach dem Frankfurter Arzt, Stifter, Naturforscher und Botaniker Johann Christian Senckenberg (1707–1772) benannt. Die Entdeckungsurkunde wurde am 18. August 2013 der Dr. Senckenbergischen Stiftung überreicht – im Rahmen der 250-Jahr-Feier der Stiftung.